# 75 Wall Street
75 Wall Street es un edificio de uso mixto de 43 pisos en el Distrito Financiero del Bajo Manhattan en la ciudad de Nueva York (Estados Unidos). Contiene el Hyatt Centric Wall Street New York, un hotel de 253 habitaciones gestionado por Blue Sky Hospitality.
Diseñado por Welton Becket & Associates y desarrollado por London & Leeds como un edificio de oficinas, 75 Wall Street fue anunciado en 1984 como la sede norteamericana del banco británico Barclays. Después de la inauguración del edificio en 1987, varias empresas alquilaron espacio en el edificio. JPMorgan Chase adquirió 75 Wall Street de Barclays en 2005, y Hakimian Organization y Peykar Brothers Realty compraron el edificio ese mismo año. Los pisos superiores se convirtieron en 346 condominios residenciales en 2009, mientras que los pisos inferiores se abrieron como el hotel Andaz Wall Street en enero de 2010. Navika Capital adquirió el hotel en 2022 y lo rebautizó como Hyatt Centric Wall Street New York.

## Uso como edificio de oficinas
En abril de 1984, el banco británico Barclays anunció que construiría una sede de 36 pisos en la esquina suroeste de las calles Wall Street y Water Street. El edificio, desarrollado por la firma británica London & Leeds, fue el primero que se erigió directamente en Wall Street en quince años. Welton Becket Associates fue contratado como arquitecto para el edificio, que se citó de diversas formas con una superficie de 59 000 m². Barclays ocuparía 28 000 m² como parte de su sede y subarrendar el resto del espacio, consolidando empleados de varios otros lugares en Manhattan. Tal como se diseñó, cada uno de los primeros 28 pisos de oficinas se planeó con 1720 m² de superficie construida, mientras que las plantas superiores estaban retranqueadas y eran algo más pequeñas. Manufacturers Hanover Corporation financió el desarrollo, que se proyectó en un costo de 200 millones de dólares. Había una gran demanda de espacio para oficinas en el Distrito Financiero en ese momento, y 75 Wall Street era uno de los ocho nuevos edificios de oficinas en el área con espacio disponible. El desarrollo de 75 Wall Street involucró un estudio arqueológico del sitio de tres meses de duración, aunque la construcción avanzó según lo programado. Los artículos excavados en el sitio incluyeron una vasija con la marca "C. Crolius"; la vasija estaba vinculada a Clarkson Crolius, un líder de la maquinaria política de Tammany Hall. London & Leeds donó más de 250 000 artefactos históricos al Museo South Street Seaport, muchos de los cuales procedían de la excavación de 75 Wall Street.
Barclays había abierto su sede a principios de 1987. En ese momento, Barclays planeaba expandir sus operaciones dentro de los Estados Unidos. El Christian Science Monitor escribió que el vestíbulo estaba lleno de andamios y "un hueco de ascensor vacío y paredes sin arte atestiguan aún más que la nueva sede norteamericana de granito y latón de Barclays Bank no está casi completa". London & Leeds todavía estaba habilitando el edificio a mediados de 1988. La finalización del edificio coincidió con una disminución en el mercado de oficinas de la ciudad de Nueva York. Además, Barclays decidió involucrarse en negocios mayoristas y mercados de capital en lugar de expandir sus operaciones estadounidenses, como había sido la intención del banco cuando se completó 75 Wall Street. Para 1989, Barclays buscaba reubicar a 1000 empleados del 75 de Wall Street al MetroTech Center en Brooklyn.
El servicio de noticias Knight Ridder ocupó hasta 10 700 m² en el edificio antes de mudarse al World Financial Center en 1996. Dresdner Bank arrendó 17 300 m² de espacio en 1994 y abrió un piso de negociación de renta fija en 75 Wall Street al año siguiente. JP Morgan & Co. también alquiló un espacio allí a fines de la década de 1990. El propio Barclays sólo ocupó 8800 m² en 75 Wall Street en 1997. Una bomba detonó fuera del edificio en 2000, rompiendo algunas ventanas, aunque nadie resultó herido. Tras el colapso cercano del World Trade Center durante los ataques del 11 de septiembre de 2001, el sucesor de Dresdner Bank, Dresdner Kleinwort, se mudó de 75 Wall Street y Barclay también contempló mudar sus oficinas. A pesar de desocupar el edificio, Dresdner continuó alquilando 12 pisos y Fireman's Fund Insurance Company tenía un contrato de arrendamiento de tres pisos. JPMorgan Chase compró el edificio a Barclays en 2005 y posteriormente compró estos dos arrendamientos.

## Uso de hotel y condominio

### Conversión y operación de la década de 2010
La Organización Hakimian y Peykar Brothers Realty compraron 75 Wall Street de JPMorgan Chase por 185 millones en diciembre de 2005. Para entonces, muchos edificios de oficinas en el Distrito Financiero se estaban convirtiendo en condominios residenciales, y también se estaban construyendo varios hoteles en el barrio. Rex Hakimian dijo que si bien el alquiler mensual promedio de oficinas en el área era 360 dólares/m², los apartamentos en condominio a menudo se venden por más de 11 000 dólares/m². Hakimian dijo que las pequeñas placas de piso y los techos altos de 75 Wall Street hacían que el edificio pareciera "como si hubiera sido construido para ser convertido".
El edificio fue rezonificado para uso residencial y comercial. Durante tres años, la Organización Hakimian convirtió 75 Wall Street en una estructura de uso mixto con condominios en los pisos superiores y un hotel debajo. SLCE Architects diseñó la conversión, y Hyatt acordó operar el hotel como uno de los primeros hoteles de su cadena Andaz. El proyecto iba a contener alrededor de 250 habitaciones de hotel y 350 apartamentos. Se colocó un área de servicios para inquilinos en la azotea, con un salón, jacuzzi, pequeña playa, solárium y hamacas. Los residentes de condominios también pueden pagar a la carta por el servicio del personal de limpieza del hotel. El diseñador de interiores David Rockwell, uno de los arquitectos involucrados en el proyecto, incluyó una sala de proyección privada en la sección de condominios del edificio. Rockwell diseñó cuatro apartamentos modelo para posibles compradores, que Hakimian Group presentó en una fiesta en septiembre de 2007. Rockwell también diseñó el hotel, con habitaciones con un promedio de 39,6 m² .
La porción de condominio del edificio se inauguró en 2009 con 346 unidades residenciales. Hakimian permitió a los residentes subarrendar sus condominios por períodos de tan solo tres meses, lo que hizo que el edificio fuera atractivo para compradores de todo el mundo. La parte del hotel abrió como Andaz Wall Street en enero de 2010, y también abrió un restaurante llamado Wall & Water en la planta baja. Las ventas de condominios en 75 Wall Street se rezagaron a raíz de la crisis financiera de finales de la década de 2000, y solo 137 de las unidades tenían contrato o se habían vendido en julio de 2010. Como resultado, Bayerische Landesbank, que había otorgado a los desarrolladores un préstamo de $263 millones para la renovación del edificio, extendió el plazo del préstamo por dos años. Hakimian refinanció la deuda existente del hotel con Annaly Capital Management en 2017. El hotel renovó sus habitaciones en 2019.

### Pandemia de COVID-19
El hotel suspendió sus operaciones en 2020 en medio de cierres en toda la ciudad durante la pandemia de COVID-19. En marzo de 2020, Hakimian puso a la venta la parte del hotel por 125 millones de dólares, pero no logró realizar una venta; un nuevo propietario podría volver a convertir el hotel en espacio de oficinas, que antes de la pandemia había tenido una demanda más constante que las habitaciones de hotel en la ciudad de Nueva York. Según los documentos judiciales, solo quedaban 20 000 dólares en la cuenta operativa del hotel en abril de 2020. Hakimian celebró un acuerdo de indulgencia con Annaly en junio de 2020, extendiendo la fecha de vencimiento de su préstamo hasta diciembre. Según documentos judiciales, Hakimian no pagó el préstamo ni pagó los intereses.
En enero de 2022, Hakimian vendió la parte del hotel del edificio a Navika Capital por 84,7 millones de dólares después de que Annaly intentara ejecutar la hipoteca del edificio tras la falta de pago de un préstamo de 55 millones de dólares. Hakimian conserva la propiedad de la sección de condominios del edificio. El hotel renombró y reabrió como Hyatt Centric Wall Street New York el 26 de enero.